# اینا ریسکال
اینا ریسکال (روسی: Инна Валерьевна Рыскаль) بازیکن سابق تیم ملی شوروی بود.
ریسکال با کسب چهار مدال المپیک دو نقره و دو طلا از رکورداران است.